# قائمة قرى وهجر الأحساء
قائمة مدن وقرى وهجر الأحساء:

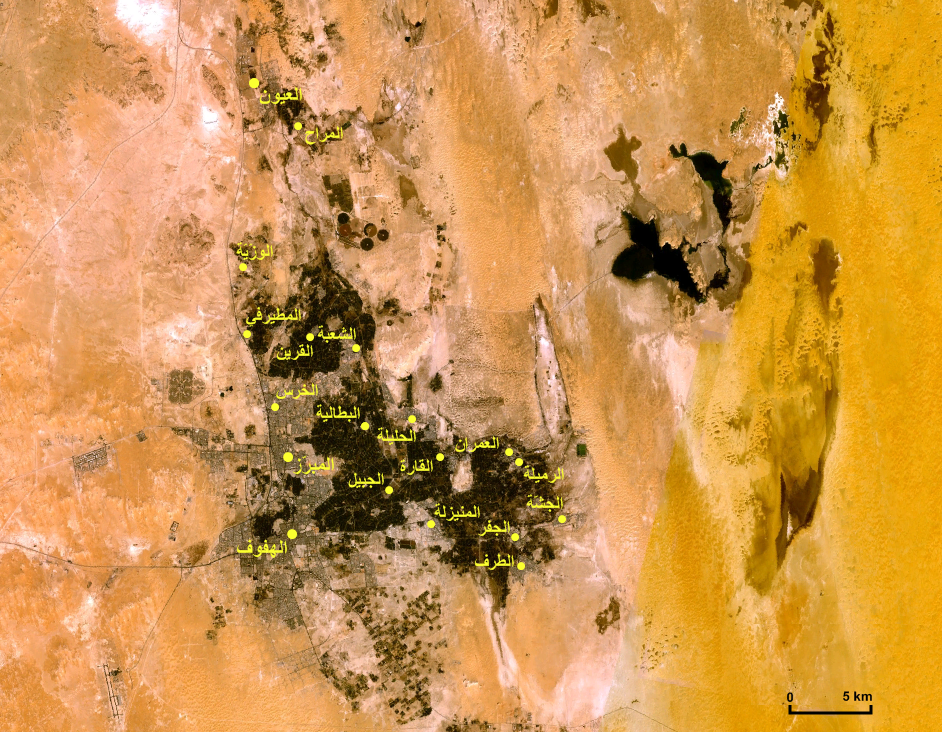
خريطة ببعض مدن وقرى وهجر الأحساء

- العيون: وتقع أقصى شمال الواحة الشرقية وعدد سكانها أكثر من 50000 نسمة.
- العمران: وتقع أقصى شمال الواحة الشرقية وعدد سكانها أكثر من 50000 نسمة. (بوجود الرميلة).
- الطرف: من القرى الشرقية، عدد سكانها 47000 نسمة.
- البطالية: وتقع في الواحة الشرقية وعدد سكانها أكثر من 22000 نسمة.
- الجفر: وتقع في الواحة الشرقية وعدد سكانها 10000 نسمة.
- الجبيل: وتقع في الواحة الشرقية وعدد سكانها أكثر من 8000 نسمة.
- الحليلة: وهي تتبع الواحة الشرقية وعدد سكانها49000 نسمة.
- الرميلة: وهي من القرى الشرقية أيضاً وعدد سكانها 10000 نسمة.
- المنصورة (الأحساء): وهي من القرى الشرقية وعدد سكانها 9000 نسمة.
- الشعبة: وتقع أيضاً شرق الواحة وعدد سكانها 23500 نسمة.
- التويثير: وهي تقع في الواحة الشرقية وعدد سكانها7000 نسمة.
- القارة: وهي من القرى الشرقية وعدد سكانها 11000 نسمة.
- المنيزلة: وتقع إلى الشرق من واحة الأحساء وعدد سكانها 20000 نسمة.
- الكلابية: وتقع في الواحة الشرقية وعدد سكانها 9000 نسمة.
- قرية الفضول: وهي تقع في الواحة الشرقية وعدد سكانها 8500 نسمة.
- المركز: وهي إحدى القرى الشرقية وعدد سكانها 6500 نسمة.
- الحوطة: وتقع في شرق الواحة وعدد سكانها 6000 نسمة.
- بني معن: وهي قرية تقع شرق الواحة وعدد سكانها 5000 نسمة.
- الدالوة: من القرى الشرقية وعدد سكانها 3500 نسمة.
- الشهارين: خالصة وتقع في شرق الواحة وعدد سكانها 7000 نسمة.
- السباط: خالصة وتقع في شرق الواحة وعدد سكانها 2821 نسمة.
- المقدام: إحدى القرى الشرقية وعدد سكانها 2065 نسمة.
- أبو ثور: في شرق الواحة وعدد سكانها 1835 نسمة.
- الطريبيل: خالصة في شرق الواحة وعدد سكانها 1306 نسمة.
- التهيمية: خالصة إحدى القرى الشرقية وعدد سكانها 1186 نسمة.
- المزاوي: خالصة إحدى القرى الشرقية وعدد سكانها 1012 نسمة.
- العقار: خالصة إحدى القرى الشرقية وعدد سكانها1000 نسمة.
- السيايرة: إحدى القرى الشرقية وعدد سكانها 1007 نسمة.
- الجشة: من إحدى القرى الشرقية وعدد سكانها 10500 نسمة.
- القرين: وتقع في الواحة الشمالية وعدد سكانها 11000 نسمة.
- المطيرفي: وتقع في شمال المبرز وعدد سكانها 5612 نسمة.
- جليجلة: وهي إحدى القرى الواحة الشمالية وعدد سكانها 5361 نسمة.
- بلدة المراح: وهي إحدى القرى الشمالية وعدد سكانها 5075 نسمة.
- القرن: وهي إحدى القرى الشمالية وعدد سكانها 4820 نسمة.
- الشقيق: وهي إحدى القرى الشمالية وعدد سكانها 4256 نسمة.
- الوزية: وهي في أقصى الشمال من الواحة الشمالية وعدد سكانها 1489 نسمة.
- العقير.
- سلوى : مدينة حدودية وساحلية
- هجرة الشهامة.
- البطحاء : مدينة حدودية
- السلع.
- الغويبة.
- سودة.
- السيح.
- العضيلية.
- العثمانية.
- شجعة.
- حرض.
- الطويلة.
- فضيلة.
- يبرين.
- بركان (الأحساء).
- الحفاير (الأحساء).
- خريص.
- الحني.
- جودة.
- الخرخير.
- السمحة (الأحساء).
- العبيلة.
- مصدة (الأحساء).
- الفلاحية.
- الخضيري (الأحساء).
- خشم الزينة.
- المحدار.
- السكك.
- انباك.
- العديد دقم.
- مريبطة.
- الثليماء.
- العصلا.
- أبو جفان.
- ابن حتراب.
- الجافورة.
- أبو حصيص.
- العجائب (الأحساء).
- أبو سوادة.
- هجرة الخن الجديد.
- أبو طريفة.
- بدع ازميع.
- أم اثلة.
- ندقان.
- آل شاجع.
- أبو عربولة.
- القباليات.
- الدهو.
- أبو طينية.
- عريعره.
- أم ربيعة.
- متالع.
- النجيبية.
- أم العراد.
- عردة.
- أبو العنوز.
- الخصيمة.
- دحبة.
- الذليقية.
- متعب.
- آل مرسان.
- الجوية.
- ويسه.